# Petre Tobă
Petre Tobă (18 giugno 1964) è un politico e poliziotto rumeno, ministro degli affari interni nel Governo Cioloș dal 17 novembre 2015 al 1º settembre 2016.

## Biografia

### Formazione e carriera professionale
Ha studiato presso l'Università d'ingneria civile di Bucarest tra il 1985 e il 1989.
Si è unito alla polizia nel 1990, essendo stato trasferito a Bucarest. Ha studiato presso l'Istituto di studi di ordine pubblico nel 1991 e ha studiato giurisprudenza presso l'Accademia di polizia Alexandru Ioan Cuza di Bucarest dal 1996 al 2000.
Nel 2009, si è unito ai ranghi e alle funzioni di ispettore generale della Polizia rumena. È entrato a far parte dell'alta amministrazione nel 2011 come Vice Segretario Generale del Ministero dell'Amministrazione e dell'Interno. Nel marzo 2012 è stato nominato Segretario di Stato, Capo del Dipartimento di ordine pubblico e sicurezza.
Tornò alle sue funzioni di ispettore generale solo due mesi dopo.

### Membro del governo
Il 17 novembre 2015, Petre Tobă è stato nominato Ministro degli affari interni, a 51 anni, nel governo del tecnocrate indipendente Dacian Cioloș.

## Controversie
Le dimissioni di Petre Tobă si sono verificate nel contesto in cui la Direzione nazionale anticorruzione (DNA) ha indagato su possibili reati di corruzione nella Direcția de Informații și Protecție Internă  (DIPI), un servizio segreto del Ministero dell'Interno. I pubblici ministeri della DNA hanno chiesto l'intervento del ministro in quanto si è rifiutato di declassificare i documenti che, secondo il parere della DNA, non dovrebbero essere classificati. Il primo ministro Cioloş ha chiesto le sue dimissioni per proteggere la "moralità e l'integrità" del governo, in condizioni in cui la giustizia deve governare sulla richiesta della DNA.
Diversi agenti della polizia segreta DIPI sono stati filmati dai loro colleghi e sospettati di collaborare con la DNA. L'intera operazione di deposito è stata effettuata per ordine dell'ex capo del DIPI, Gheorghe Nicolae, e approvata dall'ex ministro dell'Interno, Petre Tobă.